# Gilbert Arenas
Gilbert Jay Arenas, Jr. (IPA: /əˈriːnɨs/), född 6 januari 1982 i Tampa, Florida, är en amerikansk tidigare basketspelare (point guard / shooting guard).